# Bulbostylis pachypoda
Bulbostylis pachypoda är en halvgräsart som beskrevs av Robert Kral och Mark T. Strong. Bulbostylis pachypoda ingår i släktet Bulbostylis och familjen halvgräs. Inga underarter finns listade i Catalogue of Life.